# Emil Iota Ghizari
Emil Iota Ghizari (n. 17 septembrie 1951, Constanța) este un economist român, care a îndeplinit funcția de Prim-viceguvernator și Vicepreședinte al Consiliului de Administrație al Băncii Naționale a României (1990-2004). În perioada în care guvernatorul Mugur Isărescu a fost prim-ministru al României (decembrie 1999 - decembrie 2000), dr. Emil Ghizari a fost guvernator interimar al BNR.

## Începutul carierei
Emil Iota Ghizari s-a născut la data de 17 septembrie 1951, în orașul Constanța. A absolvit Facultatea de Finanțe și Contabilitate din cadrul A.S.E. București. După absolvirea Facultății, în octombrie 1975, Emil Ghizari a fost încadrat ca inspector la Banca de Investiții. Este transferat în octombrie 1980 pe postul de cercetător științific și apoi de Director adjunct la Institutul de Finanțe, Prețuri și Relații Valutare Internaționale. A obținut titlul științific de doctor în economie.

## Banca Națională a României
În septembrie 1990, Emil Ghizari este numit în funcția de prim-viceguvernator al Băncii Naționale a României, având printre atribuțiile principale operațiunile de piață derulate de banca centrală. Este reales de către Parlamentul României în funcția de Prim-viceguvernator și Vicepreședinte al Consiliului de Administrație al Băncii Naționale a României în ședința reunită a legislativului din 16 decembrie 1998.
În perioada în care guvernatorul Mugur Isărescu a fost prim-ministru al României (decembrie 1999 - decembrie 2000), dr. Emil Ghizari a îndeplinit pentru o perioadă funcția de guvernator interimar al BNR. După revenirea lui Mugur Isărescu ca guvernator al BNR, Emil Ghizari a rămas doar Prim-viceguvernator al Băncii Naționale a României.
În perioada în care a îndeplinit funcția de guvernator interimar, Emil Ghizari a adoptat o măsură controversată: el a semnat în dreptul guvernatorului pe bancnotele de 10.000 lei vechi și 500.000 lei vechi pe suport de polimer. După revenirea în fruntea BNR a lui Mugur Isărescu, acesta a emis două noi tipuri de bancnote de 10.000 lei vechi și 500.000 lei vechi identice cu primele, cu excepția faptului că semnătura lui Ghizari a fost înlocuită cu aceea a lui Isărescu.
Cu prilejul emisiunii TV "Sensurile actualității", difuzată de postul SENSO TV în anul 2005, Emil Ghizari a explicat motivul pentru care bancnotele de 10.000 și 500.000 lei vechi pe suport de polimer au purtat semnătura sa în calitate de guvernator al BNR. "Bancnotele se semnează de guvernatorul în funcție al BNR. În anul 2000, când au fost emise bancnotele de 10.000 și 500.000 de lei pe suport de polimer, nu puteau fi semnate de Mugur Isărescu deoarece, la acea dată îndeplinea funcția de prim-ministru și nici nu era posibil să fie puse în circulație fără semnătură" .
El a avut un rol important la constituirea în anul 2000 a societății TRANSFOND S.A. (societate de transfer de fonduri și decontări). De la înființare, a deținut funcția de membru ai Consiliul de Administrație al Societății Naționale de Plăți Transfond. Fiind acuzat de presă de incompatibilitate de funcții, prim-viceguvernatorul BNR Emil Iota Ghizari nu a solicitat o derogare pentru funcțiile incompatibile, optând pentru postul deținut la banca centrală.
La 11 februarie 2003, în cadrul unei ședințe a Camerei Deputaților, deputatul Radu Ciuceanu a prezentat un raport privitor la "falimentul premeditat și lichidarea prin jaf a unei bănci românești - Banca Internațională a Religiilor". Cu această ocazie, Emil Ghizari a fost acuzat de "uzurpare de calități oficiale", prin faptul că în anul 2000, acesta a uzurpat calitățile oficiale ale guvernatorului Mugur Isărescu (numit legal, în conformitate cu legea, de către Parlament), deoarece Parlamentul nu l-a învestit niciodată în această calitate.

### Falimentul BIR
Emil Iota Ghizari a semnat actele prin care s-a declarat falimentul Băncii Internaționale a Religiilor. Banca Națională a României a formulat la 29 iunie 2000 cererea nr. XI/G/133/29.06.2000 de declanșare a falimentului BIR, înaintată către Tribunalul București, sub semnătura guvernatorului interimar Emil Iota Ghizari. De asemenea, s-a contestat și puterea circulatorie a bancnotelor care au fost semnate de către Emil Ghizari .
Raportul comun al celor două comisii de abuzuri ale Parlamentului - depus la CEDO la 25 octombrie 2004 a concluzionat că devalizarea BIR este rodul "unei acțiuni de crimă organizată și corupție instituționalizată", pusă la cale de "un grup de interese constituit din mai multe persoane, printre care avocații Arin Stănescu, Călin Andrei Zamfirescu, Flavius Baiaș și alții, împreună cu persoane din conducerea Băncii Naționale a României, Emil Iota Ghizari, Mihai Bogza și alții", precum și cu "complicitatea unor magistrați de la diferite instanțe" .
În anul 2006, s-a început cercetarea penală a lui Emil Ghizari de către Departamentul Național Anticorupție în dosarul privind declanșarea procedurii de faliment a Băncii Internaționale a Religiilor. Două comisii parlamentare de specialitate au ajuns la concluzia că este vorba de un adevărat caz de crimă organizată și corupție instituționalizată. Alături de Ghizari, au mai fost cercetați și viceguvernatorul Băncii Naționale a României, Mihai Bogza, judecătorii sindici Anca Bumbuluț, Cristina Negru și Maria Năvală, precum și reprezentații legali ai S.C. Reconversie și Valorificare Active S.A., Arin Stănescu și Călin Zamfirescu . 
DNA l-a scos de sub urmărire penală pentru acest dosar, împreună cu celelalte 13 persoane implicate, în anul 2008.
Emil Ghizari a candidat și în septembrie 2004 pentru același post de Prim-viceguvernator al BNR, dar nu a fost ales, fiind preferat deputatul PSD și fostul ministru al finanțelor, prof. dr. Florin Georgescu. El și-a încheiat mandatul la BNR în octombrie 2004.

## Director al Transfond

Semnătura lui Emil Iota Ghizari.

La 11 octombrie 2004, fostul guvernator a fost numit în funcția de Director general al Societății TRANSFOND S.A. (societate de transfer de fonduri și decontări), la a cărei constituire în anul 2000 a avut un rol important. Societatea Transfond deține monopolul în România al sistemului electronic de plăți interbancare, care are trei componente: sistemul de decontare pe bază brută în timp real a plăților de mare valoare, denumit ReGIS; sistemul electronic de compensare a plăților de mică valoare, denumit SENT, și sistemul de decontare și înregistrare a titlurilor de stat.
În anul 2005, Emil Ghizari a declarat într-o emisiune TV că în cazul în care s-a produce un atac informatic la adresa Transfond sau s-ar înregistra unele defecțiuni, societatea dispune de un centru alternativ de procesare a plăților, aflat într-o altă localitate, care poate prelua funcțiile principale ale Transfond. El a subliniat că sistemul informatic al Transfond este extrem de bine protejat, excluzând posibilitatea unui atac din partea hackerilor, instituția dispunând pe lângă o protecție fizică, și de o protecție informatică la cel mai înalt nivel.

## Lucrări publicate
Emil Iota Ghizari a publicat (în calitate de autor și coordonator) o serie de studii în domeniul valutar și al relațiilor financiare internaționale, dintre care menționăm:
- Auditul situațiilor financiare în entitățile economice (în colaborare cu Al. Rusovici, Florea Cojoc și Gh. Rusu) (Ed. Monitorul Oficial,  București, 2006).